# Назарьева, Капитолина Валериановна
Капитолина Валериановна Назарьева (урожд. Манкошева; 1847—1900) — русский прозаик, драматург, публицистка.

## Биография
Родилась 6 (18) октября 1847 года. Происходила из старинного дворянского рода Манкошевых; отец — капитан, помещик Лужского уезда Петербургской губернии. Получила домашнее образование. В 1867 году выдержала экзамен на звание домашней учительницы в Петербургском университете, после чего давала частные уроки, открыла свою школу, а также преподавала в воскресных школах. В 1868 году вышла замуж за писателя В. Н. Назарьева, которому она во многом была обязана своим образованием. Брак был расторгнут в 1874 году из-за прелюбодеяния Назарьевой. В дальнейшем она вынуждена была содержать четырёх (внебрачных) детей на литературные заработки. Литературный дебют — повесть «Специалист (Страница из женской жизни)», рисующая скандальные перипетии бракоразводного процесса (1879).
Напечатала ряд повестей и романов (в «Вестнике Европы», «Деле», «Наблюдателе», «Русском Богатстве»); некоторые переведены на иностранные языки. 
Всего Назарьевой написано более 50 романов (лучший из них, «Скорбный путь», выдержал 3 издания), драматические произведения («Тревожное счастье», «Воронье гнездо», «Сокровище», «Правда», «Два полюса», «Чужая» и другие) и множество повестей и рассказов. Большею частью Н. писала спешно, по заказу редакций. Драматические произведения Назарьевой («Тревожное счастье», «Воронье гнездо», «Сокровище», «Правда» и др.) изданы отдельным сборником под заглавием: «Драмы и комедии» (СПб., 1895).
Лучшее произведение Назарьевой — роман «Дорогой ценой» (СПб., 1898; был переведён на немецкий язык), в центре повествования которого душевная драма героини, женщины-врача, выбирающей между личным счастьем и независимостью, завоёванной ценой великих усилий и жертв.
В последние годы жизни она помещала публицистические статьи в «Биржевых Ведомостях» и «Сыне Отечества» под псевдонимом «Н. Левин».
Умерла 13 (26) декабря 1900 года. Похоронена на Волковском православном кладбище.